# Bentpath Bridge
Die Bentpath Bridge ist eine Straßenbrücke in der Ortschaft Bentpath in der schottischen Council Area Dumfries and Galloway. 1971 wurde das Bauwerk in die schottischen Denkmallisten zunächst in der Kategorie B aufgenommen. Die Hochstufung in die höchste Denkmalkategorie A erfolgte 1988. Des Weiteren bildet die Brücke zusammen mit dem Esk Cottage ein Denkmalensemble der Kategorie B.

## Beschreibung
Der Mauerwerksviadukt liegt am Nordrand von Bentpath. Er führt eine Nebenstraße in drei Segmentbögen über den Esk. Den zentralen Bogen mit einer lichten Weite von 13 m flankieren zwei kleinere Bögen mit lichten Weiten von 10 m. Das Mauerwerk besteht aus Bruchstein. An beiden Seiten der Pfeiler treten spitz zulaufende Eisbrecher heraus. Die begrenzenden Brüstungen schließen mit Natursteinkappen. Die Straße steigt zu einem flachen Buckel an. Die Brücke entstand zwischen 1734 und 1737.